# Vârși-Rontu, Alba
Vârși-Rontu este un sat în comuna Bistra din județul Alba, Transilvania, România.